# توماس إليس
توماس إليس (بالإنجليزية: Thomas Ellis)‏ (و. 1819 – 1856 م) هو مستشرق، توفي عن عمر يناهز 37 عاماً.